# 神山由美子
神山 由美子（かみやま ゆみこ、1958年11月18日 - ）は、日本の脚本家。兵庫県出身。昭和女子大学卒業。松竹シナリオ研究所卒業。第14回（昭和63年）城戸賞入賞。

## 脚本代表作

### テレビドラマ
- 悪女（1992年・日本テレビ）
- いちご白書（1993年・テレビ朝日）
- じゃじゃ馬ならし（1993年・フジテレビ）
- ひとの不幸は蜜の味（1994年・TBS）
- 部屋においでよ（1995年・TBS）
- オンリー・ユー〜愛されて〜（1996年・日本テレビ）
- 天うらら (1998年・NHK）
- 海峡（1997年/1999年・NHK）
- 深く潜れ〜八犬伝2001〜（2000年・NHK）
- Fighting Girl（2001年・フジテレビ）
- 金曜エンタテイメント 実録 福田和子（2002年・フジテレビ）
- 初体験（2002年・フジテレビ）
- 松本清張 黒革の手帖（2004年・テレビ朝日）
- 対岸の彼女（2006年・WOWOW）
- 松本清張・最終章 わるいやつら（2007年・テレビ朝日、朝日放送（ABC））
- さよならが言えなくて（2009年・朝日放送）
- 白旗の少女（2009年・テレビ東京）
- 美しい隣人（2011年・関西テレビ）
- 罪と罰 A Falsified Romance（2012年・WOWOW）
- 大奥〜誕生［有功・家光篇］（2012年・TBS）
- 杉村三郎シリーズ（TBS）
  - 名もなき毒（2013年）
  - ペテロの葬列（2014年）
- 赤と黒のゲキジョー 黒い看護婦（2015年・フジテレビ）
- 特集ドラマ 裕さんの女房（2021年・NHK）

### 映画
- アジアンタムブルー（2006年）
- 子宮の記憶 ここにあなたがいる（2007年）
- ウタヒメ 彼女たちのスモーク・オン・ザ・ウォーター（2012年）
- 大奥〜永遠〜［右衛門佐・綱吉篇］（2012年）